# Sóka gakkai
Sóka gakkai, v překladu „Společnost pro nastolení hodnot“, je japonské buddhistické hnutí, které založil ve třicátých letech 20. století Makiguči Cunesaburó (1871–1944). Tento směr japonského buddhismu vychází z učení mnicha Ničirena, proto je považován za jednu z Ničirenových škol. Stejně jako Ničiren kladou důraz na učení Lotosové sútry. V 70. a 80. letech 20. století je dokumentován bouřlivý vývoj a napětí hnutí Sóka gakkai s Ničirenovou Školou lotosu, až k vyloučení hlavních představitelů hnutí z Nové školy lotosu. Definitivní rozchod provázely roku 1999 dokonce výtržnosti a ničení majetku.
Italská odbočka společenství (Italský buddhistický institut Sóka Gakkai) vyhrála na konci června 2025 soudní spor s Italskou asociací obětí sekt. Asociace byla potrestána pokutou za to, že označila Sóka Gakkai za sektu.